# Xã Grenville, Quận Day, South Dakota
Xã Grenville (tiếng Anh: Grenville Township) là một xã thuộc quận Day, tiểu bang Nam Dakota, Hoa Kỳ. Năm 2010, dân số của xã này là 84 người.